# Lotte Bundsgaard
Lotte Bundsgaard (* 20. Januar 1973 in Nivå, Fredensborg Kommune) ist eine dänische Journalistin und Politikerin der Socialdemokraterne. Von Dezember 2000 bis November 2001 war sie die Ministerin für Städte, Wohnungen und Gleichstellung ihres Landes.

## Leben
Bundsgaard ist ausgebildete Lehrerin und war als solche von 1996 bis 1998 tätig. Davor war sie ab 1992 die stellvertretende Vorsitzende der Jugendorganisation Danmarks Socialdemokratiske Ungdom (DSU). Am 11. März 1998 zog sie erstmals in das dänische Parlament, das Folketing, ein. Dort vertrat sie bis November 2007 den Wahlkreis Fyn. Am 21. Dezember 2000 wurde sie zur Ministerin für Städte, Wohnungen und Gleichstellung in der Regierung Poul Nyrup Rasmussen IV ernannt. Sie wurde damit im Alter von 27 Jahren die jüngste Frau, die ein Ministeramt in Dänemark übernahm. Dieses Amt übte sie bis zum 27. November 2001 aus. Im Parlament war sie in verschiedenen Positionen für ihre Partei tätig. Von 1999 bis 2000 als verteidigungspolitische Sprecherin, nach ihrer Zeit als Ministerin bis 2004 als kinderpolitische Sprecherin und zuletzt von 2005 bis 2006 als politische Sprecherin der Fraktion. In den Jahren 2002 bis 2005 war sie stellvertretende Vorsitzende ihrer Partei. Im Frühling 2007 gab sie bekannt, dass sie bei der nächsten Parlamentswahl nicht mehr antreten wolle, sondern stattdessen Journalistin werden möchte.
Im April 2008 gab sie bekannt, dass sie aus der sozialdemokratischen Partei ausgetreten sei. Als Grund gab sie dafür an, dass sie in ihrer neuen Tätigkeit als Journalistin objektiv sein möchte. Im Jahr 2009 schloss sie ihr Studium der Politikwissenschaft an der Syddansk Universitet ab. Sie begann als Journalistin beim Fernsehsender TV 2 für die Gegend Fyn zu arbeiten, wo sie unter anderem als TV-Moderatorin eingesetzt wurde.